# Table des caractères Unicode/U11660
Cette page contient des caractères spéciaux ou non latins. S’ils s’affichent mal (▯, ?, etc.), consultez la page d’aide Unicode.
Table des caractères Unicode U+11660 à U+1167F (71 264 à 71 295 en décimal).

## Mongol (ou bitchig) – supplément(Unicode 9.0)
Caractères utilisés pour l'écriture dans l’alphabet traditionnel mongol (ou bitchig).

### Table des caractères
| en fr   | 0 | 1 | 2 | 3 | 4 | 5 | 6 | 7 | 8 | 9 | A | B | C | D | E | F |
| ------- | - | - | - | - | - | - | - | - | - | - | - | - | - | - | - | - |
| U+11660 | 𑙠 | 𑙡 | 𑙢 | 𑙣 | 𑙤 | 𑙥 | 𑙦 | 𑙧 | 𑙨 | 𑙩 | 𑙪 | 𑙫 | 𑙬 |   |   |   |
| U+11670 |   |   |   |   |   |   |   |   |   |   |   |   |   |   |   |   |

### Version initiale Unicode 9.0
C'est à ce jour la seule version publié de ce bloc.